# Тимирязево (Северо-Казахстанская область)
Тимирязево (каз. Тимирязев) — село, административный центр Тимирязевского района Северо-Казахстанской области Казахстана. Административный центр Тимирязевского сельского округа. Код КАТО — 596230100.

## География
Расположено в юго-восточной части Северо-Казахстанской области в 235 км от областного центра — города Петропавловска, у озёр Шыганак (оно же Шагана), Сулы, Алпаш.

## История
Село было образовано в марте 1954 года с приездом на освоение целинных земель молодёжи из Московской, Ярославской областей, Краснодарского края.
6 июля 1954 года, на основе земель Октябрьского района и государственного земельного фонда, был учрежден совхоз под названием Тимирязевский. Исходно усадьба получила название "Целинный".
Среди первоцелинников были такие личности, как Индюков А. Н., Лизогуб В. И., Витт К. В., Воробьев Г. И., Ковалев В. И., внесшие значительный вклад в развитие совхоза. Совхозу было выделено 36,6 тысяч гектаров земли из земельного фонда. Основное направление производства – зерновое хозяйство.
С 1963 года — центральная усадьба совхоза «Тимирязевский».
Первым директором совхоза стал Зарицкий Евгений Ерофеевич, позднее занимавший пост министра Казахской ССР. Первым секретарем партийной организации был избран М.П. Цуканов. За первые два года было построено более 150 жилых домов, организованы собственные огороды, начато благоустройство усадьбы. В рамках этого процесса были возведены дом культуры, центральный офис и средняя школа.
В 1963 году село Тимирязево было преобразовано в административный центр Тимирязевского района по указу Верховного Совета Казахской ССР от 2 января 1963 года.
В 1964 году в селе Тимирязево начал свою работу комбинат бытового обслуживания, включающий швейную, сапожную и часовую мастерские, а также парикмахерскую. В эксплуатацию было введено здание детского комбината на 90 мест. В том же году было произведено и передано государству 14 миллионов 684 тысяч пудов хлеба.
В 1970 году в центре района была возведена двухэтажная гостиница, которая продолжает эксплуатироваться в настоящее время.
Указом ПВС Казахской ССР от 30.08.1971 года объединены село Сулы, центр Тимирязевского района, и село Тимирязево в одно село Тимирязево.
В 1975 году в районном центре была установлена телевизионная вышка, высота которой составляла значительные значения. Сборка этой конструкции, доставленной из Державинки Тургайской области, началась 8 сентября, и уже 16 октября она была установлена на своем месте.
В 1977 году завершено строительство Дома Советов, торгового центра в Тимирязеве, что открыло путь для начала строительства районного Дома Культуры.
В 1978 году в районном центре открылась новая школа.

## Население
В 1999 году население села составляло 5592 человека (2751 мужчина и 2841 женщина). По данным переписи 2009 года, в селе проживал 4601 человек (2224 мужчины и 2377 женщин).
На начало 2019 года население села составило 4303 человека (2161 мужчина и 2142 женщины).

## Транспорт
Через с. Тимирязево проходит участок автомобильной дороги R-249. Также через территорию села проходит участок бывшей целинной железной дороги и железнодородная станция Сулы.